# Assassinato de Márcia Lanzane
O assassinato de Márcia Lanzane refere-se à morte de Márcia Lanzane por estrangulamento em 21 de dezembro de 2020, no município de Guarujá, São Paulo.
Seu filho Bruno Eustáquio Vieira foi acusado pelo crime, mas foi considerado foragido desde junho de 2021, após ter sua prisão decretada. e recapturado em 8 de julho de 2024, em Belo Horizonte após três anos foragido.
O caso foi destaque no Linha Direta da TV Globo.

## O crime
Em relatos ao canal especializado Operação Policial, a irmã de Márcia, Minervina, relatou que no dia 22, por volta das 8 horas da manhã, Bruno ligou para ela e disse: "tia, a minha mãe está toda roxa. Minha mãe está morta". Minervina contou também que quando foi para a casa da irmã, o sobrinho relatou que ela havia desmaiado ou tido um infarto, batido a cabeça e morrido.
No entanto, outra irmã, Mariusa, desconfiou do comportamento do sobrinho, cujos problemas ela já conhecia, e acabou ajudando a desvendar o caso, primeiro por acompanhar os exames feitos no IML, que constataram que a morte havia sido por estrangulamento, e depois por olhar parte das imagens da câmera de segurança, o que Bruno tentou impedir. Ela pressionou o sobrinho na presença do pai, Joel, que era policial militar e ex-marido da vítima, mas Bruno negou que tivesse qualquer envolvimento no caso.
Com o inquérito aberto na polícia civil por crime, Bruno foi ouvido pelos investigadores e mudou o depoimento, dizendo que eles haviam discutido e que ela havia batido a cabeça depois de um empurrão, mas que ela ainda estava viva após o incidente. Pedindo para ver as imagens das câmeras, os investigadores descobriram que o sistema DVR havia sumido após Mariusa ter pedido para ver as gravações. Bruno disse que não sabia quem havia mexido no sistema. 
Policiais posteriormente encontraram o DVR escondido dentro do forno do fogão da casa de Márcia, com as imagens mostrando claramente a dinâmica do crime: Bruno e a mãe brigam e ambos caem no chão, onde ele a imobiliza ao manter o joelho sobre seu peito (Minervina relatou que havia uma grande mancha roxa na altura de um dos seios e que Bruno disse a ela que não sabia o que tinha acontecido) para estrangulá-la. 
Após matar a mãe, ele foi para a sala assistir TV e beber algo. As imagens mostram que durante a noite ele chega a ir ao quarto algumas vezes, onde era possível ver o corpo da mãe caído no chão. Na manhã do dia 22, ele vai para a academia e quando volta para casa, liga para a tia.
"A câmeras do circuito interno da casa mostram, na data do crime, mãe e filho em luta corporal. Os dois chegam a cair no chão e o jovem fica em cima da mãe. Ele prende ela pelo pescoço e, logo em seguida, começa a dar socos nela", reportou o G1. 
Márcia tinha 44 anos quando foi morta.

### Motivação
Segundo relatos ao Operação Policial, Bruno, que tinha se formado em Direito e queria estudar Medicina, matou a mãe para que pudesse ficar com a herança, uma vez que queria ostentar um estilo de vida que não possuía. "Insatisfeito em não ver seus anseios materiais atendidos, o denunciado decidiu matar a vítima com o objetivo de ter para si todo o patrimônio da genitora em herança, além da obtenção de valores de eventuais seguros", declarou o Ministérios Público.
À época do crime, segundo Mariusa, Bruno pressionava a mãe para que ela vendesse a casa no Guarujá, em um bairro de classe média-baixa, e comprasse um apartamento em outro local. Márcia teria dito à irmã que só o faria se Bruno trabalhasse e ajudasse a pagar o novo imóvel, porque ela não tinha condições de arcar com todas as despesas sozinha.

## Leia também
- Caso Richthofen
- Caso Gil Rugai
- Caso Henry Borel